# Schlacht bei Wörth
Weißenburg – Spichern – Wörth – Colombey – Straßburg – Toul – Mars-la-Tour – Gravelotte – Metz – Beaumont – Noisseville – Sedan – Sceaux – Chevilly – Bellevue – Artenay – Châtillon – Châteaudun – Le Bourget – Coulmiers – Amiens – Beaune-la-Rolande – Villepion – Loigny und Poupry – Orléans – Villiers – Beaugency – Nuits – Hallue – Bapaume – Villersexel – Le Mans – Lisaine – Saint-Quentin – Buzenval – Paris – Belfort
Die Schlacht bei Wörth (französisch als Bataille de Frœschwiller-Wœrth und auch als Bataille de Reichshoffen bezeichnet) fand am 6. August 1870 im Deutsch-Französischen Krieg in der Nähe des Ortes Wörth im Unterelsass statt.

## Ausgangslage
Kronprinz Friedrich Wilhelm von Preußen, der Befehlshaber der deutschen 3. Armee, hatte nach der siegreichen Schlacht bei Weißenburg am 4. August den Vormarsch in südwestlicher Richtung fortgesetzt und sein Hauptquartier nach Sulz vorverlegt. Er ordnete für den nächsten Tag nur das Aufschließen und eine Frontänderung seiner Armee an.
Am 5. August entschloss sich Napoleon III., die französische Heeresmacht entsprechend ihrer räumlichen Trennung in zwei Armeen neu zu organisieren. Den Befehl über die an der Grenze des Saarlandes stehende Rheinarmee (II., III. und IV. Korps) wurde Marschall Bazaine anvertraut, während sich der Kaiser selbst den Oberbefehl über die Garde und die Armeereserve vorbehielt. Das VI. Korps (Canrobert) stand noch als Reserve abseits im Raum Chalons und wurde in den Raum Metz beordert. Das südöstlicher im Raum der Festung Bitsch konzentrierte V. Korps (General de Failly) sollte Anschluss an die neu gebildete Elsass-Armee suchen.

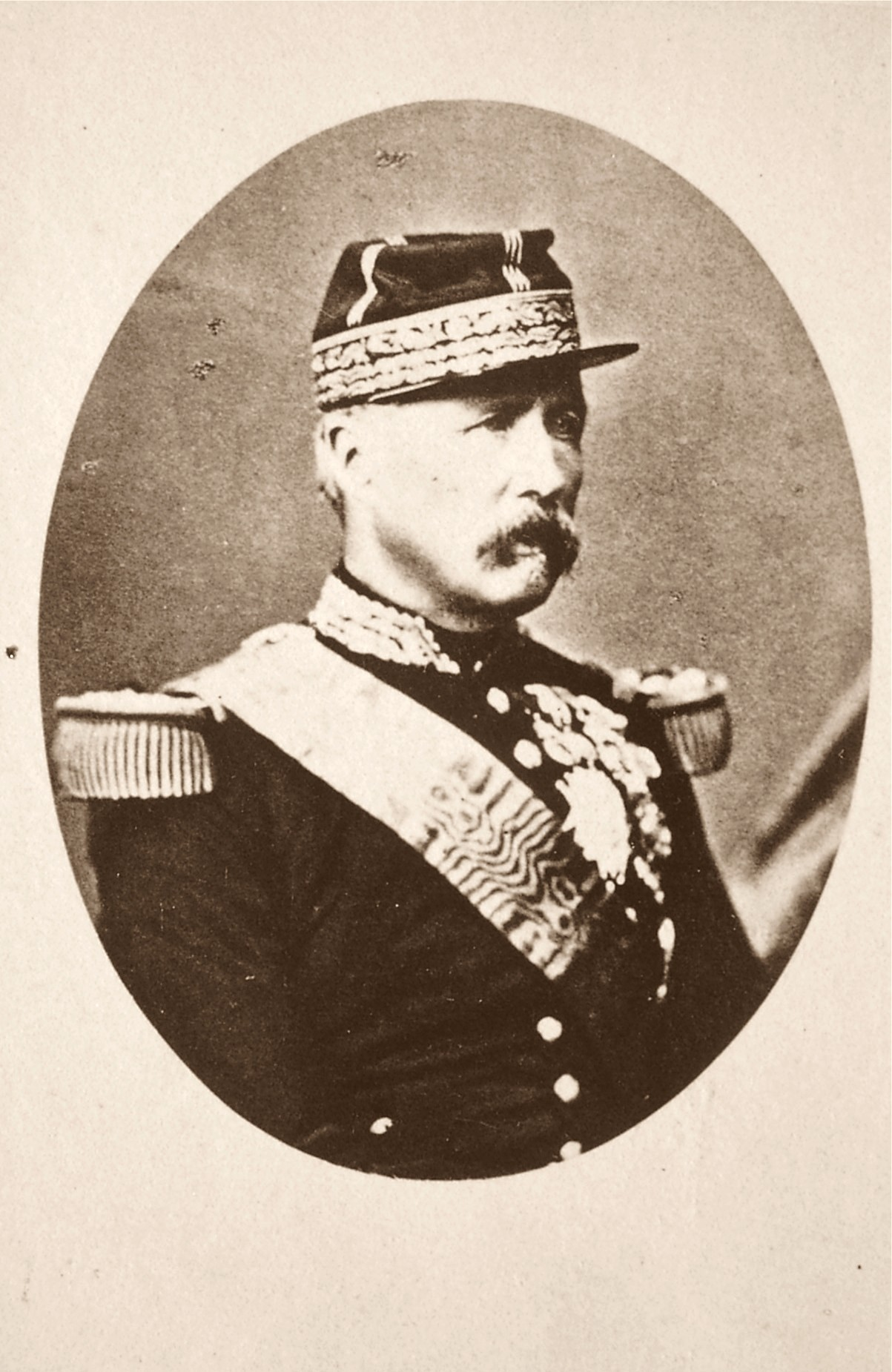
Patrice de Mac-Mahon

Der Befehlshaber der französischen Armee im Elsass, Marschall Mac-Mahon hatte mit seinem I. Armeekorps, einer Division des VII. Armeekorps sowie einer Kavalleriedivision am 5. August auf dem westlichen, erhöhten Talrand des Baches Sauer eine starke Stellung besetzt, die sich von Fröschweiler bis nach Görsdorf längs des Talrandes hinzog.
Sein Hauptquartier war dicht hinter der Front in Reichshoffen. Im Einzelnen standen: vom VII. Korps – die 1. Division (General Conseil-Dumesnil) bei Eberbach am südlichen Flügel, vom I. Korps – die 4. Division (General Lartigue) beim Albrechtshäuserhof, zwischen beiden befand sich die Kürassier-Brigade des General Michel. Die 2. Division (General Pellé) des I. Korps hielt das Plateau südlich von Elsasshausen, die 3. Division (General Raoult) und die 1. Division (General Ducrot) lagen in der nördlichen Stellung hinter Nehwiller. An Reserven waren die Kavallerie-Division Bonnemains und die Reiterbrigade unter Oberst Septeuil hinter dem Dorf Fröschweiler verfügbar. Die Sauer deckte die gesamte Front.

## Beginn der Kämpfe
Am 6. August entwickelten sich bereits bei Tagesanbruch Scharmützel zwischen den beiderseitigen Vorposten. Um 7 Uhr wurde Wörth von der deutschen 20. Infanterie-Brigade (Generalmajor Walther von Montbarry) der 10. Division gestürmt. Gegen 8 Uhr befahl General Hugo Ewald von Kirchbach, der Kommandierende General des preußischen V. Korps, die Einstellung des Gefechts. (Kronprinz Friedrich Wilhelm hatte die Defensive befohlen.) Kirchbach nahm es bereits in der folgenden Stunde wieder auf, da inzwischen vom II. Korps der bayerischen Armee am äußersten rechten Flügel bei Langensulzbach starker Kanonendonner herüberschallte. Die ganze 10. Division unter Generalleutnant von Schmidt befand sich bereits im Kampf. Jetzt ließ Kirchbach auch die 9. Division unter Generalleutnant von Sandrart in den Kampf bei Wörth eingreifen: die 17. Brigade erhielt die Angriffsrichtung auf Wörth, die 18. Brigade die auf Spachbach (2 Kilometer südlich) zugewiesen.
Auch das preußische XI. Korps hatte bereits am linken Flügel der deutschen 3. Armee den Kampf aufgenommen. Die 21. Division unter General von Schachtmeyer griff mit der 41. Brigade unter Oberst von Koblinski beim Dorf Gunstett (weitere 2 Kilometer südlich) in den Kampf ein. Die nachrückende 22. Division unter Führung von Generalleutnant von Gersdorff wurde zur Umfassung des rechten Flügels des Gegners über Morsbronn angesetzt. Die 42. Infanterie-Brigade unter Generalmajor von Thile überschritt die Sauer bei Spachbach, die 43. Infanterie-Brigade unter Oberst von Kontzki überschritt diese nahe Gunstett. Die 44. Infanterie-Brigade unter Generalmajor von Schkopp ging am südlichen Abschnitt gegen das Dorf Morsbrunn vor. Schwieriger war die Lage beim II. bayerischen Korps unter General der Infanterie von Hartmann am nördlichen Abschnitt: die 3. Division unter Generalleutnant von Walther kam zwischen Nehwiller und Görsdorf nicht weiter voran.
Das XI. Korps begann derweil im Süden um 11 Uhr die Umgehung der französischen Stellung, was die 1. französische Division zu einer Frontveränderung zwang. Lange Zeit blieben alle Anstrengungen der Preußen vergebens. Um 13:00 Uhr übernahm Kronprinz Friedrich persönlich die Leitung auf dem Schlachtfeld. Gegen 13:30 Uhr erstürmte das preußische V. Korps den westlichen Talrand der Sauer zwischen Wörth und Fröschweiler, während sich das preußische XI. Armeekorps zum Angriff gegen den Niederwald entwickelte. Gegen 14:30 war der rechte französische Flügel (Division Pelle) bis Elsasshausen zurückgeworfen.
General von Bose ließ die gesamte Artillerie auf das linke Ufer der Sauer nachziehen, um den Angriff des V. Armee-Korps auf Fröschweiler zu unterstützen.

## Angriff der französischen Kürassiere

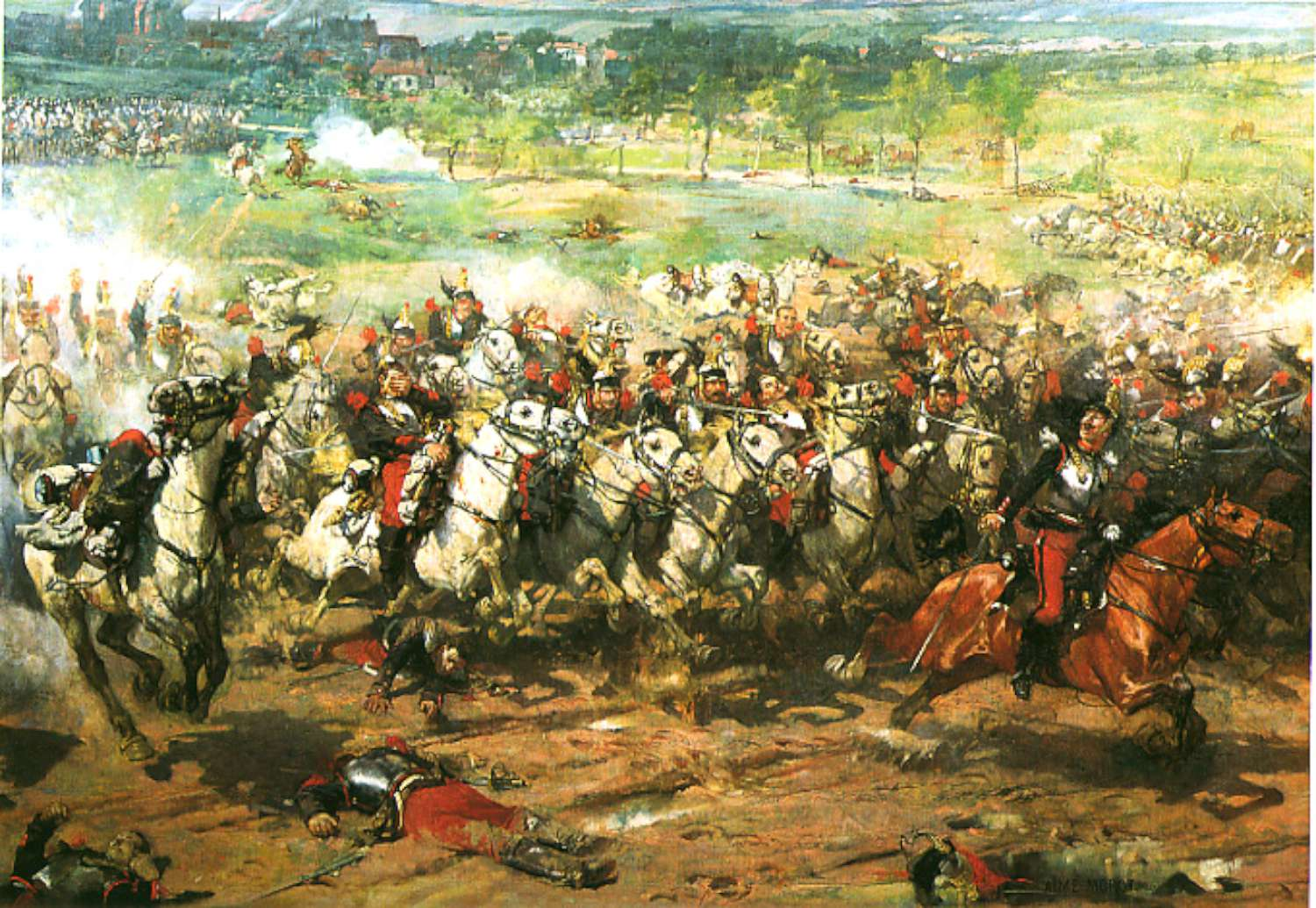
Kavallerieattacke der Kürassier-Brigade Michel

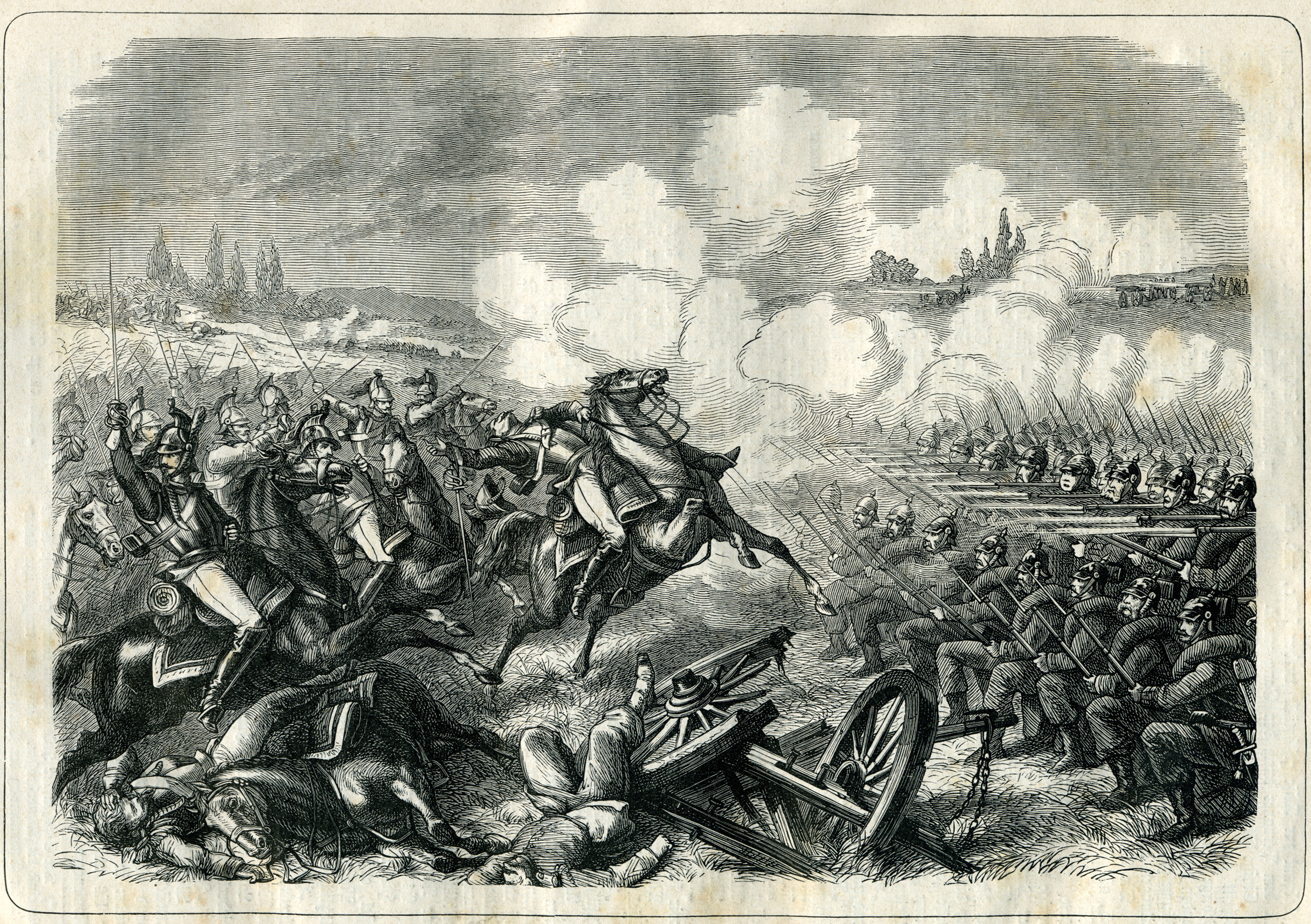
Vernichtung eines französischen Kürassier-Regiments in der Schlacht bei Wörth. Für die Zeitschrift Alte und Neue Welt 1871 gezeichnet von H. Merte

Um der drohenden Umfassung seines rechten Flügels im südlichen Abschnitt zu begegnen, befahl Mac-Mahon gegen 13.00 Uhr einen Gegenangriff. Er hatte dafür die Kavalleriedivision unter General Duhesme ausersehen. Diese Division umfasste eine schwere Kürassierbrigade unter General Michel mit zwei Regimentern. Michel war vor dem Krieg Kommandant der Kaiserlichen Kavallerieschule. Seine Brigade wurde von einem Regiment Lanciers unterstützt und erhielt gegen 13:00 Uhr den Befehl, das XI. Korps unter General von Bose zurückzuwerfen. Michel beklagte sich über den schlechten Untergrund und störende Bäume in diesem Gebiet, die seinem Angriff den Schwung nehmen würden. Trotzdem warf er sich mit insgesamt 1200 Reitern von Eberbach her auf die vorrückende Infanterie der 22. Division. Die Sachsen antworteten darauf mit sogenanntem Schnellfeuer, bei dem jeder Soldat nach der ersten zusammengefassten Salve den Feuerkampf selbständig führte. Diese neue Taktik der Kavallerieabwehr wurde in dieser Art nur von den Preußen und Verbündeten praktiziert und bedeutete eine Abkehr vom Karree.
Die französischen Reiter gerieten bei ihrem Angriff in Flankenfeuer preußischer Infanterie, die sich im Niederwald zwischen Elsasshausen und Eberbach festgesetzt hatte. Der Angriff wurde bei Morsbronn vollkommen aufgerieben. Kein Reiter schaffte es, die Infanterielinien zu erreichen. Die Verluste der Franzosen bei diesem Angriff betrugen 800 von 1200 Soldaten und nahezu alle Pferde. Bei den Kürassieren hatten sich trotz der enormen Verluste die kurz vor dem Krieg eingeführten neuen Helme und Brustpanzer bewährt, während die leichten Ulanen ohne diesen Schutz chancenlos waren. Obwohl sich die nicht verwundeten Kürassiere zu Fuß innerhalb der Reichweite der Preußen zurückziehen mussten, ließen einige preußische Offiziere das Feuer gegen den jetzt wehrlosen Gegner einstellen. Der Angriff hatte den Vormarsch des XI. Korps nur kurz aufhalten können. Gegen 14:30 Uhr war der Niederwald vollkommen im Besitz der Preußen, die bald darauf von Morsbronn und Eberbach aus einen Schwenk nach rechts durchführten, das hartnäckig verteidigte Elsasshausen stürmten und weiter in Richtung Fröschweiler vorgingen.

## Einschließung und Flucht

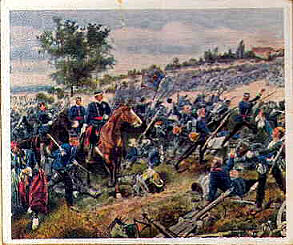
Angriff der Württemberger bei Wörth

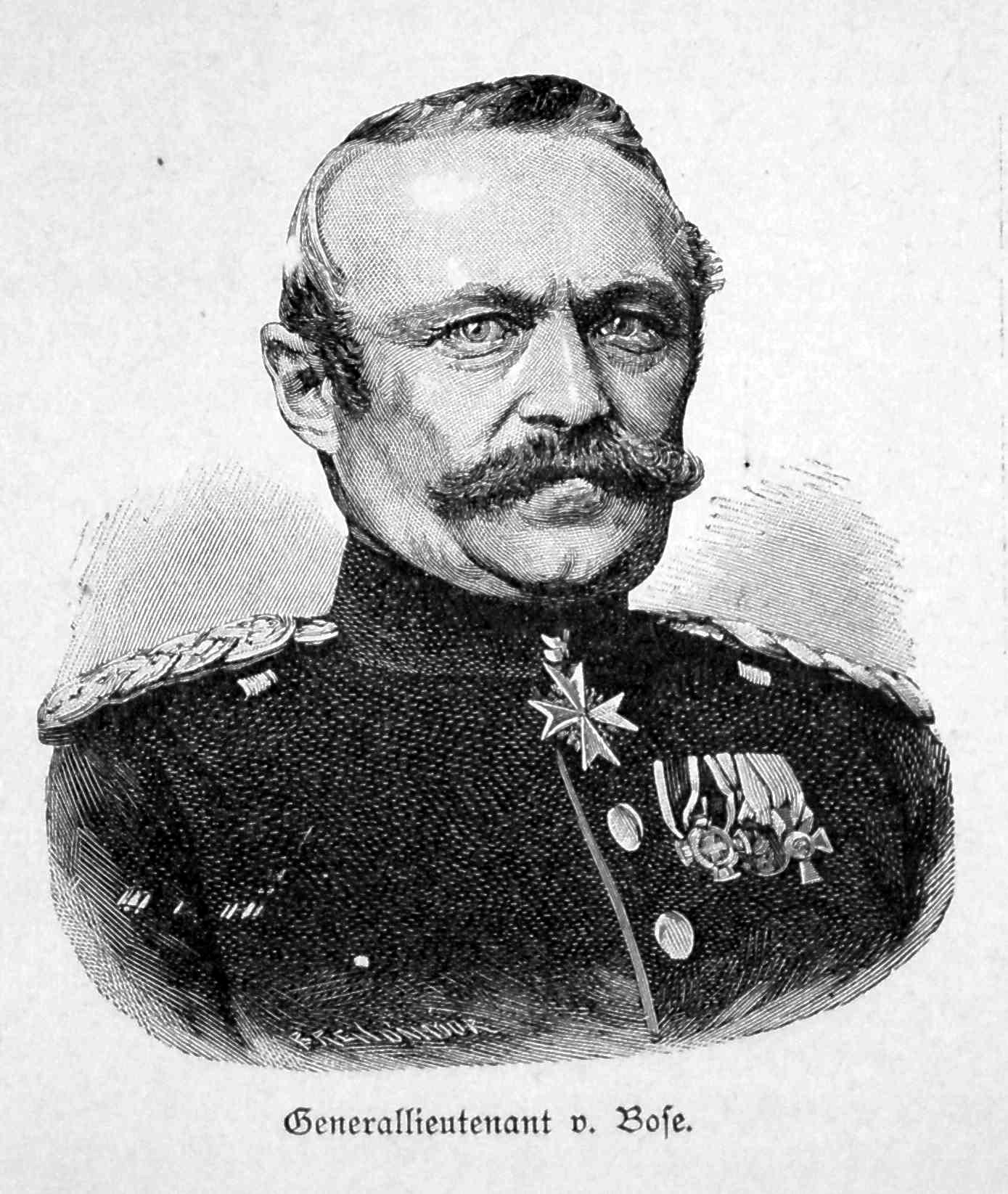
Generalleutnant von Bose

Der Kommandeur der württembergischen Felddivision General von Obernitz hatte Befehl erhalten, von Gunstett 10 Kilometer nach Westen auf Reichshoffen vorzugehen, um den Franzosen den Rückzug abzuschneiden. Die dazu beauftragte Vorhut, die 2. württembergische Feldbrigade unter Generalmajor von Starkloff, wich von diesem Auftrag ab und griff zur Unterstützung der 21. Division in die Kämpfe ein. Beim Angriff auf Elsasshausen fiel der Kommandeur des Infanterie-Regiments Nr. 88, Oberst Köhn von Jaski. General von Bose erhielt einen Schuss durch den Fuß, sein Generalstabschef von Kamienski verlor ein Pferd unter sich, der dritte Generalstabsoffizier des XI. Korps, Premierleutnant von Heineccius, wurde tödlich getroffen.
Gegen 15:15 Uhr drangen die deutschen Truppen von allen Seiten in das zäh verteidigte Fröschweiler ein. Die 22. Division drang von Westen her, die 21. Division in Gemeinschaft mit der württembergischen Brigade Starkloff von Süden, das V. Armeekorps von Osten und die bayerische 3. Division (Generalleutnant von Walther) von Norden in den Ort ein. Es kam zu harten Auseinandersetzungen, bis sich die Spitzen der von Süden her vorrückenden Preußen mit den von Norden kommenden Bayern im Zentrum trafen und den Franzosen somit die Einkreisung drohte. Schließlich musste sich das französische I. Korps in völliger Auflösung unter dem Feuer der Preußen, Sachsen und Bayern nach Westen zurückziehen. Ulanen des XI. Korps erreichten den Wald zwischen Elsasshausen und Reichshoffen im Rücken der Franzosen und erste Infanterieschwärme kamen in Reichweite der Straße nach Reichshoffen und nahmen diese unter Gewehr- und Artilleriefeuer. Auf der Flucht wurde französische Infanterie auch von der eigenen Kavallerie niedergeritten. Algerische Tirailleure hielten ihre Position noch weiter und verhinderten somit die völlige Vernichtung der Franzosen. Die Fliehenden wurden von beiden Flügeln des deutschen Heeres unverzüglich verfolgt. Erst von Niederbronn aus deckte die von Bitsch her angerückte 3. Infanteriedivision (unter Joseph Guyot de Lespart) des französischen 5. Korps den weiteren Rückzug.

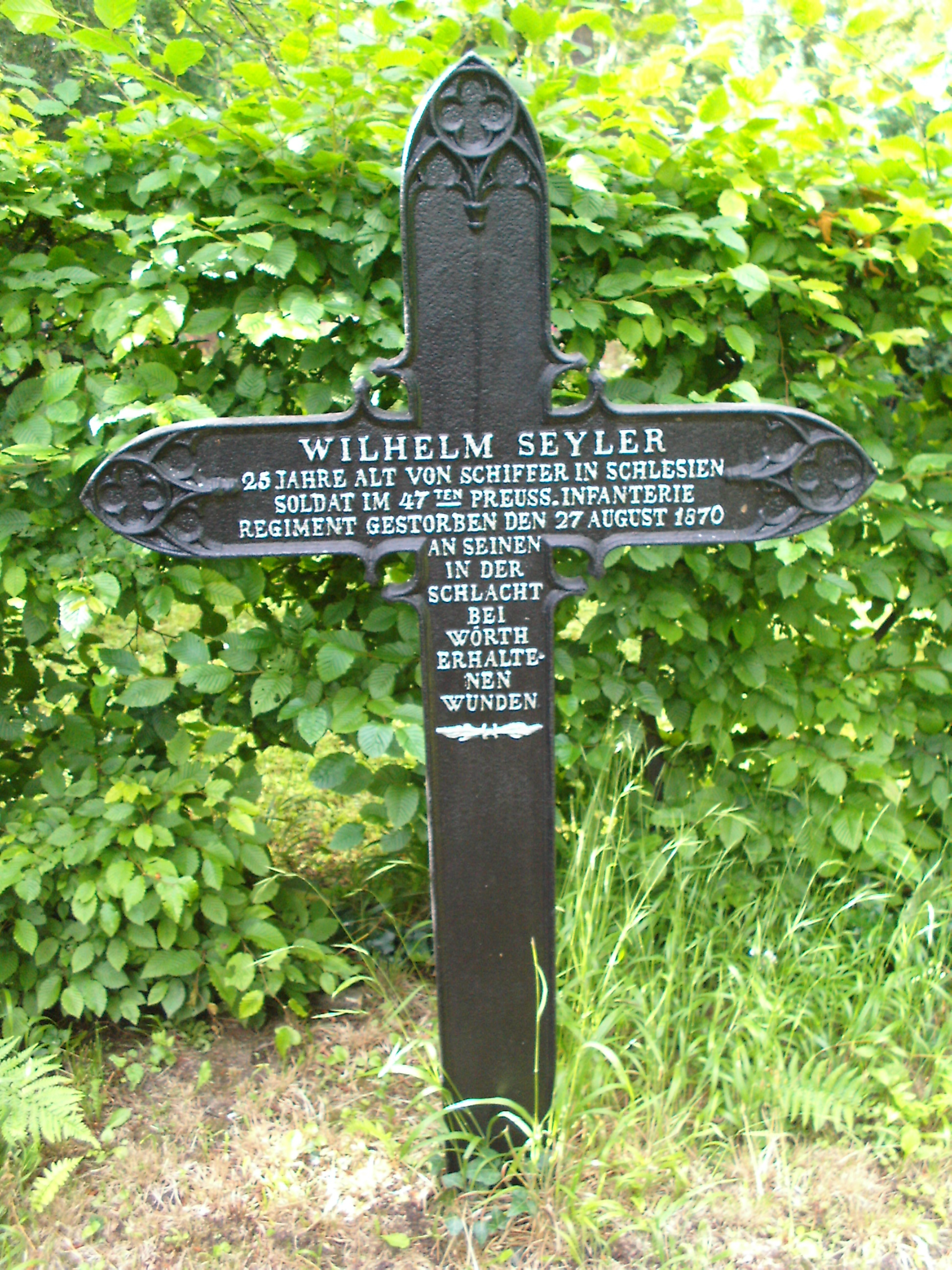
Hauptfriedhof Frankenthal (Pfalz). Zeitgenössisches Grabkreuz eines preußischen Soldaten, der im dortigen Lazarett nach der Schlacht bei Wörth starb

## Folgen und Verluste
Die Deutschen verloren in der Schlacht bei Wörth 10.642 Mann. Die Verluste der Franzosen betrugen 8.000 Tote und Verwundete, sowie 9.000 unverwundete Gefangene und 6.000 Versprengte. Daneben eroberten die deutschen Truppen 28 Geschütze und 5 Mitrailleusen, was der kompletten Ausrüstung einer ganzen Division entspricht. Mac-Mahon berichtete in den nächsten Tagen nach Paris, seine Einheiten hätten alle ihre Zelte, Feldküchen, Verpflegung, Lebensmittel und Munition verloren.

## Erinnerung
An diese Schlacht erinnern u. a. die Wörthstraße in Lünen, Köln, Osnabrück, Ulm und Würzburg (Standort des an der Schlacht teilnehmenden 9. Infanterieregiments). In Wörth ist der Schlacht das Musée de la Bataille du 6 Août 1870 gewidmet.
1873 wurde ein erstes Denkmal für die französischen Opfer der Schlacht in der Nähe von Morsbronn errichtet. Der Maler Édouard Detaille malte das berühmte Bild Charge du 9e régiment de cuirassiers dans Morsbronn (Angriff des 9. Kürassier-Regiments in Morsbronn), welches als Reproduktion in ganz Frankreich verbreitet wurde.

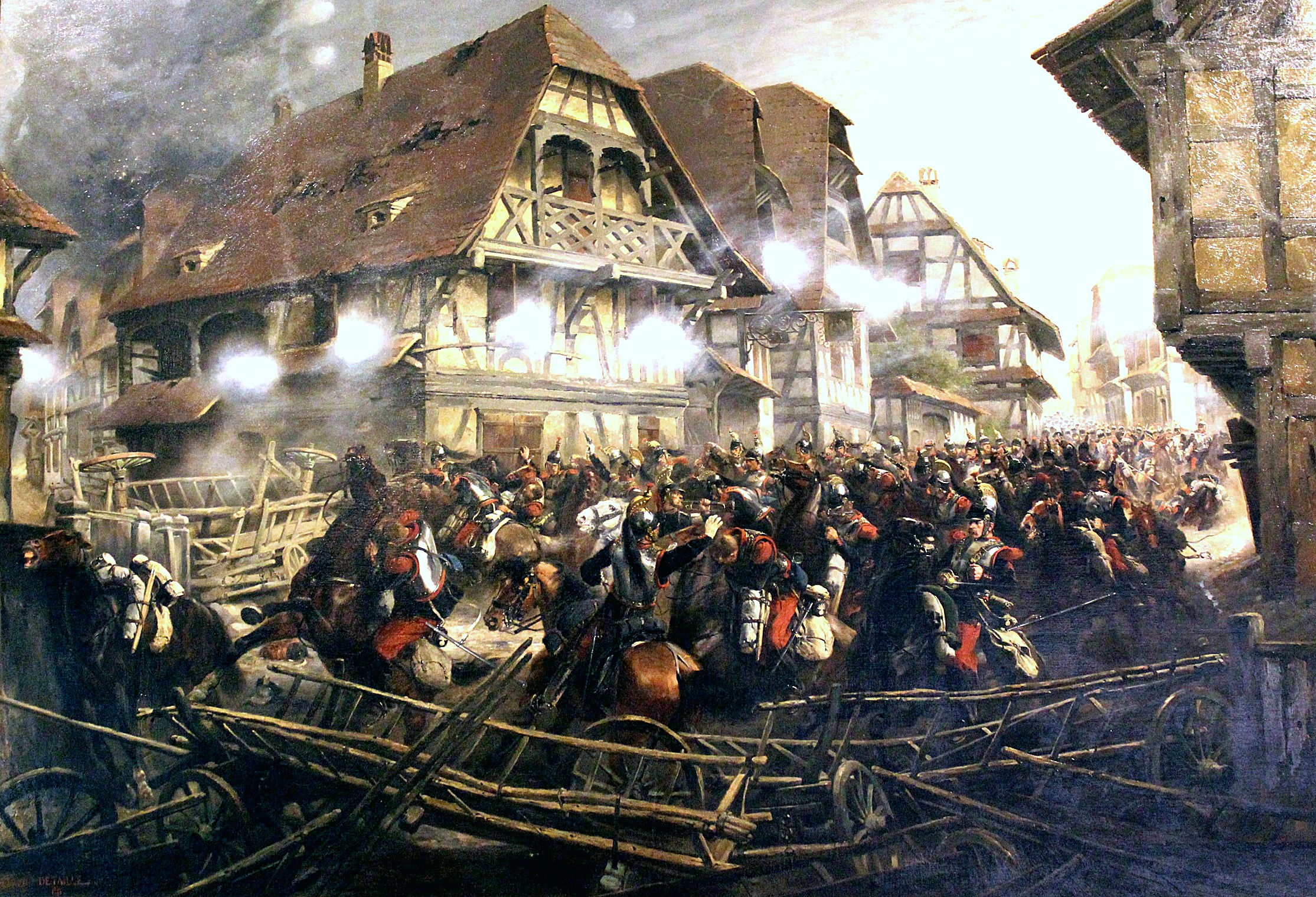
Édouard Detaille, Angriff der französischen Kürassiere bei Morsbronn

Léonard Hemberger, Teilnehmer der Schlacht als Trompeter der Kürassiere des Generals Michel, der wie durch ein Wunder den Angriff der letzten Einheit überlebt hatte, gelangte zu einiger Berühmtheit. Nicht nur, dass er die Schlacht von Wörth überlebte, sondern später auch noch die Schlachten von Sedan, Beaugency, Orléans und Le Mans. Nach dem Krieg blieb er im annektierten Elsass und wurde Mitglied im Kriegerverein. Als Kaiser Wilhelm II. 1908 Straßburg besuchte, defilierte er vor ihm und fiel dem Kaiser durch seine französischen Orden auf. Der Kaiser sprach mit Hemberger und beim nächsten Besuch im Elsass 1909 überreichte er ihm eine Ehrenmedaille.
In Woerth, Froeschwiller und Reichshoffen finden jedes Jahr Anfang August Gedenkfeiern statt, bei denen sich deutsche und französische Amateurgruppen treffen, die das Militär der Zeit nachspielen.
In den 1880er Jahren wurde in Paris, Lyon, Bordeaux, Marseille und Montpellier jeweils ein Pavillon Panorama de Reichshoffen zur Erinnerung errichtet.